# Brasão de armas da Austrália

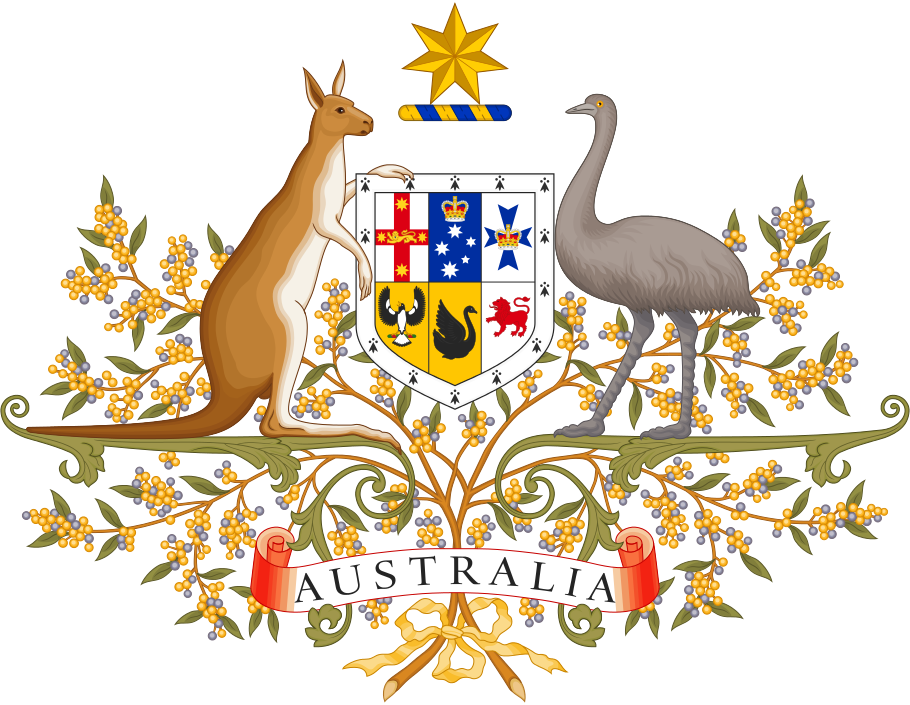
Brasão da Austrália

Brasão de armas da Comunidade da Austrália é o oficial daquele país. O de armas é atribuído 22 de 1908, já a versão atual é atribuída ao Rei Jorge V em 19 de setembro de 1912. A versão mais antiga ainda aparece em alguns contextos, inclusive na moeda australiana até 1966.

## Composição
O escudo é a parte principal do brasão, nele contém um símbolo que representa cada estado australiano, e é terciado em pala. Na parte superior, da esquerda para direita estão representados: Nova Gales do Sul, Vitória e Queensland. Na parte inferior, da esquerda para a direita, estão: Austrália do Sul, Austrália Ocidental e a Tasmânia.
Sobre o escudo, está a estrela de sete pontas da Comunidade Britânica sobre um ramo azul e dourado, formando o timbre. Seis dos sete pontos da estrela representam os seis estados originais, a sétima representa um combinado de territórios e, no futuro, um novo estado da Austrália.

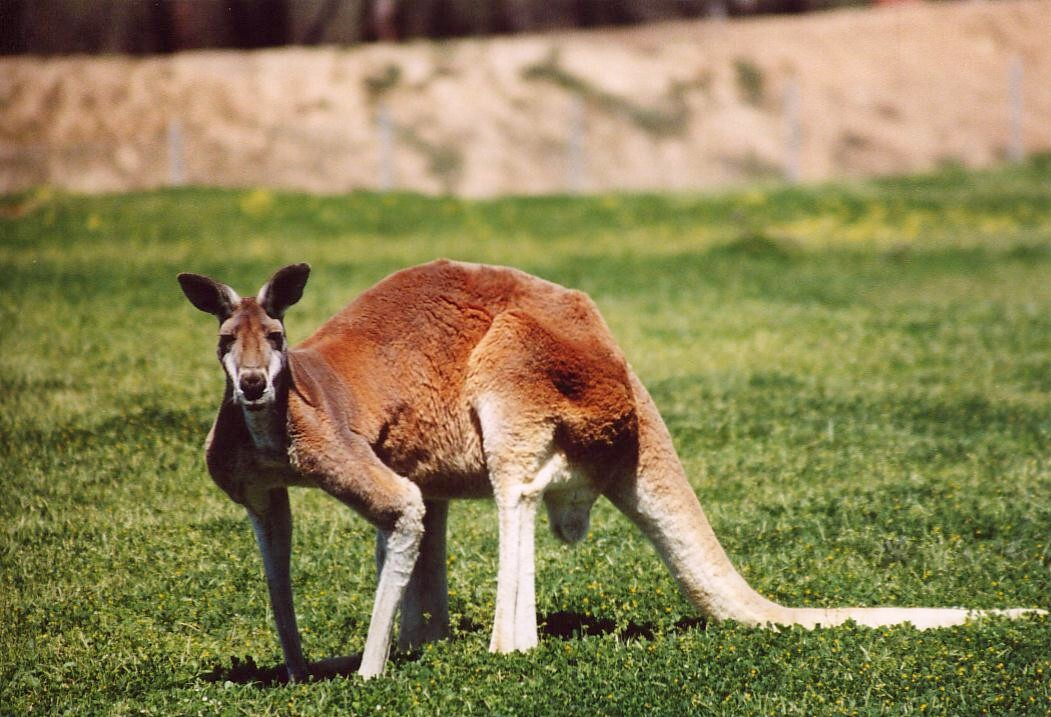
Um canguru-vermelho

O canguru-cermelho e o emu que seguram o escudo (o Canguru com sua pata dianteira esquerda, e o Emu encostando seu pescoço no escudo) são os animais representantes não-oficiais do país. Conseguiram esse reconhecimento por serem um dos únicos animais nativos da Austrália, e só serem achados na Oceania; junto a isto, nenhum dos dois animais anda para trás, simbolizando que o país só progredirá.
No fundo há um ramo de Acacia pycnantha, um emblema floral oficial.
Na parte inferior há um listel com o nome do país.
Nem o ramo nem o listel estão na heráldica oficial atribuída ao Brasão de armas.

## História

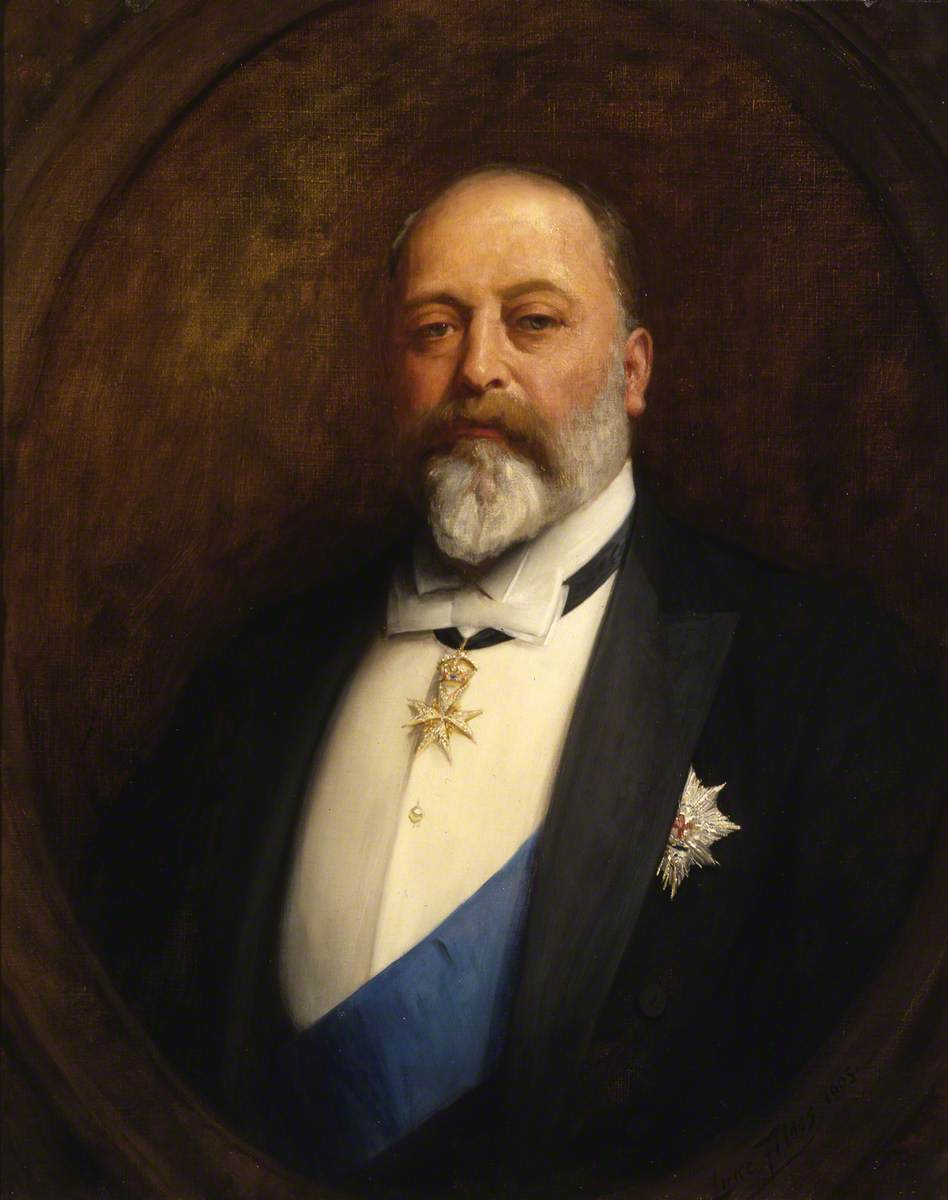
Eduardo VII

Após a formação da Federação em 1901, o primeiro brasão de armas da Austrália foi concebido pelo Rei Eduardo VII em 7 de maio de 1908. A composição original é atribuída a ter sido inspirada na bandeira Bowman de 1805.

### Brasão de 1908
- «O brasão de 1908». consistia em um escudo central — apoiado por um canguru e um emu — com uma estrela de sete pontas sobre um ramo e um timbre. Tudo isso sobre um punhado de grama verde com o listel contendo o lema Advance Australia. O escudo tinha um fundo branco, com a cruz vermelha de São Jorge, linhas azuis na parte exterior da cruz, e uma margem contendo seis pequenos escudos brancos (representando os seis estados). Esse brasão foram utilizadas pelo governo e apareceram em uma moeda até 1966.

O Brasão de 1908 foi redesenhado em 1911, e oficializado pelo Rei Jorge V em 19 de setembro de 1912. O novo desenho foi alvo de debates no Parlamento. William Kelly, um dos parlamentares disse:
O emu e o canguru são tão concretos que cabem com dificuldade na atmosfera heráldica, e eu acho que nós nos passamos por ridículos quando insistimos em carregar os símbolos tradicionais do Velho Mundo com alguma das criaturas mais selvagens da fauna australiana.
Apesar das objeções, o canguru e o emu permaneceram apoiando o escudo. No novo brasão, eles foram modificados para parecerem mais reais. O principal motivo para o novo desenho foi pelo fato de os estados não serem individualmente representados: problema resolvido com a adoção de heráldicas de cada estado no escudo central. O Brasão de 1912 removeu o punhado de grama e o lema, que ficou simplificado com o nome "AUSTRALIA". As cores do ramo superior também foram modificadas, do azul e branco para o azul e o dourado. O ramo de Acacia pycnantha também foi adicionado.

## Utilização
O Brasão de Armas é utilizado para identificar as propriedades e a autoridade do Governo da Austrália, sendo vedada a utilização para alguns fins. A utilização por cidadãos ou organizações é raramente permitido, apesar de poder ser utilizado por organizações esportivas e publicações escolares. A utilização do brasão sem permissão está regulada na Seção 53 (c) (d) e (e) do Ato de Práticas Comerciais de 1974, na Seção 145.1 do Ato do Código Criminal de 1995 ou na Seção 39(2) do Ato de Marcas Comerciais de 1995.
O escudo central e a estrela da Comunidade Britânica do brasão fazem parte da Bandeira Australiana Pessoal da Rainha, e desde 1973 um versão modificada forma a base do Grande Selo da Austrália.